# Robert Kronberg

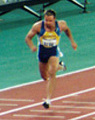
Robert Kronberg

Leif Robert Kronberg, född 15 augusti 1976 i Göteborg, är en svensk häcklöpare som tillhörde eliten i över ett decennium. 
Hans mor är av serbiskt ursprung. 

## Karriär: Robert Kronberg är Sveriges bästa manliga kort häcklöpare genom tiderna.
Det var som 18-åring på junior-VM i Lissabon, där Kronberg var nära final, som han för första gången insåg att han borde satsa på en internationell karriär. 
Året därefter kom han tvåa på J-EM i Ungern och bytte klubb från IFK Göteborg till IF Kville. 
Som senior är han en av få svenska friidrottare som nått final i både EM, VM och OS. 
Hans bästa placeringar är:
ett brons på 60 meter häck på inomhus-EM 2005. 
en femteplats på friidrotts-VM 2001 (tid: 13,51 sek.) 
Personbästa och tillika det svenska rekordet uomhus lyder på 13,35, satt i Lausanne 4 juli 2001. Kronberg har även det svenska rekordet inomhus på 60 meter häck, 7,54. satt vid Inomhus-VM i Lissabon den 9 mars 2001.
Kronberg gjorde: 
14 finnkamper (vann 11 av dessa)
13 Europacuper, där han bl.a. vann "super league-finalen" 2004. 
3 landskamper i kort stafett (2 finnkamper och en Europacup)
Kronberg tog:
13 SM-guld på 110 m häck 10 SM-guld på 60 m häck
1 SM-guld på 60m inomhus (2004). 
Han är den enda manliga svenska friidrottare, som har lyckats ta SM-guld på både kort häck och slätlöpning, i samma mästerskap (Göteborg 2004). 
Han gjorde över 30 landskamper om man räknar både inom- och utomhus och var under många år lagkapten i landslaget. 
Han belönades 2000 med Stora grabbars och tjejers märke nummer 446.
Kronberg anses tillhöra "den gyllene Svenska friidrottsgenerationen", tillsammans med bl.a. Stefan Holm, Christian Olsson, Kajsa Bergqvist, Staffan Strand, Patrik Kristiansson, Carolina Klüft, Susanna och Jenny Kallur. 
Han var av många friidrottskollegor en uppskattad person, som alltid gav 100% av sig själv, i alla lägen.  Kronbergs signum var att han alltid var bäst när det gällde. 
Friidrotts-VM 2007 blev Kronbergs sjätte och sista världsmästerskap. 
Kronberg har även varit lyckosam i andra sporter än friidrott. Han har ett SM-guld med Göteborg Jokers i Inline Hockey (liten rink) 2008. Han blev även svensk mästare i 4 mans bob och i start SM 2 mans bob med Vitsippsdalens SK 2013. Han har även SM-guld i tyngdlyftning, för lag, med Mossebergs AK 2013 och 2014.
Efter avslutad karriär driver Kronberg sitt eget företag kronBee där han jobbar med att effektivisera och skapa lönsamhet i friskvårds ytan. Han jobbar också med personlig träning och arrangerar träningsevent för motionärer. Kronberg hjälper även eliten med både den mentala styrkan och fysträning. Han har t.ex. tränat pingisspelaren Jörgen Persson och var fysansvarig för Alingsås handbollsklubb som vann SM-guld 2014.

## Meriter
- 1997: kvartsfinal VM
- 1999: kvartsfinal VM
- 2000: 8:a OS,[18] 6:a EM (inomhus 60m häck)[19]
- 2001: 5:a VM[20], 4:a VM (inomhus 60 m häck)[21]
- 2002: 7:a EM[22], 6:a EM (inomhus 60m häck)[23]
- 2003: Semi VM[24], 7:a VM (inomhus 60 m häck)[25]
- 2004: Semi OS[26], 6:a VM (inomhus 60m häck)[27], 6:a World Athletics Final[28]
- 2005: Semi VM[29], 3:a EM (inomhus 60m häck)[1]
- 2006: 5:a EM 13,57[30]
- 2007: Semi VM[31], 7:a EM (inomhus 60m häck)[32]
- 2008: Semi VM (inomhus 60m häck)[33]
- 2009: Semi EM (inomhus 60m häck)[34]

## Personliga rekord
| Utomhus - 100 meter – 10,60 (Karlstad 6 augusti 2004) - 60 meter häck – 7,66 (Mölndal 20 september 2009) - 110 meter häck – 13,35 (Lausanne, Schweiz 4 juli 2001) - 200 meter häck – 24,22 (Lerum 26 september 2009) - Längdhopp – 7,19 (Karlskrona 16 augusti 1998) - Längdhopp – 7,52 (Karlstad 15 augusti 1997) | Inomhus - 60 meter – 6,77 (Göteborg 21 februari 2004) - 60 meter – 6,79 (Göteborg 7 februari 2004) - 60 meter häck – 7,54 (Lissabon, Portugal 9 mars 2001) - 110 meter häck – 13,50 (Tammerfors, Finland 13 februari 2003) - Längdhopp – 7,39 (Eskilstuna 22 februari 1997) |